# حمله به اچ۳
حمله به اچ۳ نام فیلمی به کارگردانی شهریار بحرانی است. این فیلم محصول کشور ایران و تولید سال ۱۳۷۳ می‌باشد. این فیلم با الهام از عملیات اچ۳، که از عملیات‌های هوایی موفق و مهم در جریان جنگ ایران و عراق بود، ساخته شد.

## خلاصه داستان
ستاد نیروهای هوایی عراق که برتری نیروی هوایی ایران را حس کرده است و شکست حصر آبادان را نزدیک می‌بیند جهت حفاظت از هواپیماهای استراتژیک خود در برابر حملات ایران، آن‌ها را به سه پایگاه دورافتاده در نزدیک مرز اردن منتقل می‌کند. در مقابل ستاد نیروهای هوایی ایران نیز برای بمباران این سه پایگاه که به نام پایگاه‌های اچ۳ معروفند طرحی در نظر دارد. سرانجام در صبح  ۱۵ فروردین ۱۳۶۰ هشت فروند جنگندهٔ بمب‌افکن فانتوم از پایگاه سوم شکاری شهید نوژه جهت حمله به اچ۳ به پرواز درمی آیند…